# La Mafia fait la loi
Pour plus de détails, voir Fiche technique et Distribution.
La Mafia fait la loi (Il giorno della civetta) est un film franco-italien réalisé par Damiano Damiani, sorti en 1968.
Inspiré du roman Le Jour de la chouette de Leonardo Sciascia, ce film sur la Mafia a été sélectionné en compétition officielle pour l'Ours d'or de la Berlinale 1968.

## Synopsis
Sicile, 1961. L'officier Bellodi, des Carabiniers  doit mener une enquête sur le meurtre de Salvatore Colasberna, un chef d'entreprise de bâtiments assassiné pour avoir refusé de confier un chantier à une entreprise protégée par la mafia. Le meurtre s'est produit près de l'habitation de Rosa Nicolosi, de son mari et de leur petite fille. Le capitaine Bellodi parvient à arracher à Rosa l'aveu que son mari lui a confié avoir vu le long de la route, le jour du crime, un certain « Zecchinetta », nom qui est confirmé par un informateur de la police, « Parrinieddu ». Entre-temps, le boss (chef, capo en italien) local de la mafia, Don Mariano Arena, cherche à déguiser le meurtre de Colasberna en crime passionnel et fait remonter les pistes vers Nicolosi : il a tué le chef d'entreprise en tant qu'amant de sa femme. Le capitaine ne croit pas à cette version et cherche le corps de Nicolosi, dont il pense qu'il a été tué comme témoin gênant ; de corps, il ne trouvera que celui de « Parrinieddu », tué parce que compromis. L'enquête aboutit à l'arrestation de Don Mariano mais, grâce à ses accointances politiques, il est libéré et Bellodi est transféré.

## Fiche technique
- Titre : La Mafia fait la loi
- Titre original Il giorno della civetta
- Réalisation : Damiano Damiani
- Scénario : Damiano Damiani, Ugo Pirro, d'après le roman éponyme de Leonardo Sciascia
- Photographie : Tonino Delli Colli
- Montage : Nino Baragli
- Musique :  Giovanni Fusco
- Société de production : Corona Cinematografica, Euro International Film (EIA), Les Films Corona
- Pays d'origine :  Italie |  France
- Langue : italien
- Lieu de tournage : Partinico, Palerme, Sicile, Italie
- Format : Couleur — 35 mm — 1,85:1 — Son : Mono
- Genre : Film dramatique, Film policier, Thriller
- Durée : 112 minutes
- Date de sortie : 
  -  France : 7 mai 1969
- Affiche : Giuliano Nistri (Italie)

## Distribution
- Claudia Cardinale (VF : Michèle Bardollet) : Rosa Nicolosi
- Franco Nero (VF : Georges Poujouly) : Capitaine Bellodi
- Lee J. Cobb (VF : Jean Martinelli) : Don Mariano Arena
- Tano Cimarosa (VF : Pierre Trabaud) : Zecchinetta (vf : la trichette)
- Nehemiah Persoff (VF : Philippe Dumat) : Pizzuco
- Ennio Balbo  (VF : Albert Medina) : Le premier mafieux au banquet
- Ugo D'Alessio : Carmelo , le deuxième mafieux au banquet
- Fred Coplan  (VF : Claude Bertrand) : le brigadier
- Giovanni Pallavicino  (VF : René Bériard) : Le sergent de police
- Giuseppe Lauricella  (VF : Claude Joseph) : la stella
- Vincenzo Falanga : Colosimo
- Laura De Marchi : fille de Don Mariano
- Brizio Montinaro : le fils du sergent de police
- Lino Coletta : le mafieux à moustache
- Vincenzo Norvese : l'homme a la moto
- Serge Reggiani (VF : Lui-même) : Parrinieddu
- Rosanna Lopapero : Caterina , la fille de rosa
- Gaetano di Leo : un brigadier
- Giuseppe Namio  (VF : Raymond Loyer) : l'assistant de Pizzuco
- Bruno Arie : Salvatore Colasberna
- avec les voix de : Marie Francey : (une servante) , Gérard Hernandez : (un frère Colasberna)) , Raymond Loyer : (le deuxième frère Colasberna) , Guy Pierrault : (un barbier) , Marc de Georgi : (un mafieux en rouge) , Jean Daurand : (un homme dans le bus)

## Production
Le film a été tourné à Partinico et Palerme en Italie.

## Récompenses et distinctions
- David di Donatello en 1968[1] pour le meilleur acteur (Franco Nero), la meilleure actrice (Claudia Cardinale), la meilleure production (Ermanno Donati, Luigi Carpentieri)
- Nastro d'argento en 1969[1] pour le meilleur producteur (Luigi Carpentieri & Ermanno Donati)
- Sélection en compétition officielle pour l'Ours d'or de la Berlinale 1968[1]

### Source de la traduction
- (en)/(it) Cet article est partiellement ou en totalité issu des articles intitulés en anglais « Il giorno della civetta » (voir la liste des auteurs) et en italien « Il giorno della civetta (film) » (voir la liste des auteurs).